# Лорінбург (Північна Кароліна)
Лорінбург (англ. Laurinburg) — місто (англ. city) в США, в окрузі Скотленд штату Північна Кароліна. Населення — 14 978 осіб (2020).

## Географія
Лорінбург розташований за координатами 34°45′44″ пн. ш. 79°28′39″ зх. д. / 34.76222° пн. ш. 79.47750° зх. д. (34.762157, -79.477397).  За даними Бюро перепису населення США в 2010 році місто мало площу 32,84 км², з яких 32,43 км² — суходіл та 0,41 км² — водойми.

## Демографія
Згідно з переписом 2010 року, у місті мешкали 15 962 особи в 6351 домогосподарстві у складі 4134 родин. Густота населення становила 486 осіб/км².  Було 7048 помешкань (215/км²).
Расовий склад населення:
| - 46,8 % — чорних або афроамериканців - 43,0 % — білих - 6,1 % — корінних американців - 1,0 % — азіатів - 1,1 % — осіб інших рас |

До двох чи більше рас належало 2,0 %. Частка іспаномовних становила 2,0 % від усіх жителів.
За віковим діапазоном населення розподілялося таким чином: 25,6 % — особи молодші 18 років, 58,5 % — особи у віці 18—64 років, 15,9 % — особи у віці 65 років та старші. Медіана віку мешканця становила 37,7 року. На 100 осіб жіночої статі у місті припадало 82,0 чоловіків;  на 100 жінок у віці від 18 років та старших — 74,7 чоловіків також старших 18 років.
Середній дохід на одне домашнє господарство  становив 39 781 долар США (медіана — 28 016), а середній дохід на одну сім'ю — 46 718 доларів (медіана — 36 578). Медіана доходів становила 40 247 доларів для чоловіків та 30 068 доларів для жінок. За межею бідності перебувало 33,3 % осіб, у тому числі 50,2 % дітей у віці до 18 років та 12,7 % осіб у віці 65 років та старших.
Цивільне працевлаштоване населення становило 4914 осіб. Основні галузі зайнятості: освіта, охорона здоров'я та соціальна допомога — 33,3 %, виробництво — 17,6 %, роздрібна торгівля — 11,6 %, мистецтво, розваги та відпочинок — 8,1 %.